# Кельнський штадтбан
Кельнський штадтбан (нім. Stadtbahn Köln) — мережа ліній штадтбану у Кельні, Німеччина. В мережі використовується стандартна ширина колії, рухомий склад живиться від повітряної контактної мережі. Мережа Кельнського штадтбану найбільша в Німеччині.

## Історія
Трамвай у Кельні з'явився ще наприкінці 1880-х років, спочатку на кінні тязі.Через те що жодна з компаній що обслуговувала конку не мала бажання витрачатися на електрифікацію ліній, міська влада наприкінці 1890-х років була змушена викупити компанії та електрифікувати лінії за кошти міста. На початку 1900-х років система активно розвивалася, було побудовано багато нових ліній що виходили навіть за межі міста. Під час Другої світової війни система внаслідок бомбардувань була практично повністю знищена. Після війни почалася відбудова, але збільшення кількості автомобілів у місті поставило під питання здатність трамваїв в центрі міста ефективно перевозити пасажирів. У 1963 році почалося будівництво першої підземної ділянки в центрі міста, тунель відкрився у 1968 році і був інтегрований в діючу мережу трамвайних маршрутів. Більшість підземних станцій відкрилася до 1974 року.

## Лінії та станції
У центральній частині міста лінії побудовані в тунелях з підземними станціями, на околицях у вигляді наземних зупинок. На відміну від звичайних станцій метрополітену, більшість підземних станцій коротші та мають низькі платформи заввишки 35 см. У 1980-х роках планувався та був частково реалізований проєкт по перебудові всіх платформ до вишини 90 см, що дало б змогу використовувати виключно потяги ЛРТ замість трамвайних вагонів. Поява на початку 1990-х низькопідлогового рухомого складу зробило цей проєкт не актуальним. Звичайні трамвайні вагони перестали використовувати у 2006 році. Зараз в системі частина ліній обслуговується потягами ЛРТ (платформи заввишки 90 см), друга частина низькопідлоговими багатосекційними трамваями (платформи заввишки 35 см).
Лінії 16 та 18 з'єднують Кельн з Бонном, керують лініями спільно транспортні компанії обох міст.

### Маршрути
| Лінія | Маршрут                                   | Підлога рухомого складу | Довжина | Час в дорозі | Крейсерська швидкість | Середня відстань між зупинками | Примітка                 |
| ----- | ----------------------------------------- | ----------------------- | ------- | ------------ | --------------------- | ------------------------------ | ------------------------ |
| 1     | Вейден-Вест – Бенсберг                    | низькопідлоговий        | 26,5 км | 56 хв        | 28,9 км/год           | 736 м                          |                          |
| 3     | Герлінгер-Центрум – Тіленбрух             | високопідлогові         | 22,1 км | 50 хв        | 26,3 км/год           | 717 м                          |                          |
| 4     | Боклемюнд – Шлебуш                        | високопідлогові         | 21,7 км | 48 хв        | 28,3 км/год           | 775 м                          |                          |
| 5     | Ам-Буцвайлероф – Гоймаркт                 | високопідлогові         | 12,3 км | 27 хв        | 21 км/год             | 735 м                          |                          |
| 7     | Фрехен – Цюндорф                          | низькопідлоговий        | 25,8 км | 62 хв        | 22,4 км/год           | 806 м                          |                          |
| 9     | Зюльц – Кенігсфорст                       | низькопідлоговий        | 16,0 км | 38 хв        | 25,9 км/год           | 727 м                          |                          |
| 12    | Меркеніх – Цолльшток                      | низькопідлоговий        | 17,0 км | 44 хв        | 22,7 км/год           | 654 м                          |                          |
| 13    | Зюльцгюртель – Гольвайде-Фішерингштрасе   | високопідлогові         | 16,2 км | 35 хв        | 29,5 км/год           | 736 м                          |                          |
| 15    | Хорвайлер – Убіррінг                      | низькопідлогові         | 15,2 км | 38 хв        | 24,0 км/год           | 705 м                          |                          |
| 16    | Ніль-Зебастіанштрасе – Бонн-Бад-Годесберг | високопідлогові         | 45,6 км | 88 хв        | 33,4 км/год           | 950 м                          | міжміська лінія до Бонна |
| 17    | Зеферінштрасе – Зюрт                      | високопідлогові         | 8,5 км  | 15 хв        |                       |                                |                          |
| 18    | Тиленбрух – Бонн-Гоф                      | високопідлогові         | 48,4 км | 90 хв        | 33,4 км/год           | 1 008 м                        | міжміська лінія до Бонна |

## Рухомий склад
| Тип                            | Підлога рухомого складу | Кількість | Виробник   | Роки виробництва | Довжина |
| ------------------------------ | ----------------------- | --------- | ---------- | ---------------- | ------- |
| Stadtbahnwagen B               | високопідлогові         | 115       | Duewag     | 1977–1996        | 28,0 м  |
| K4000 Bombardier Flexity Swift | низькопідлогові         | 124       | Bombardier | 1995–2002        | 29,4 м  |
| K5000 Bombardier Flexity Swift | високопідлогові         | 74        | Bombardier | 2002–2010        | 29,5 м  |
| K4500 Bombardier Flexity Swift | низькопідлогові         | 69        | Bombardier | 2004–2007        | 29,0 м  |

## Галерея

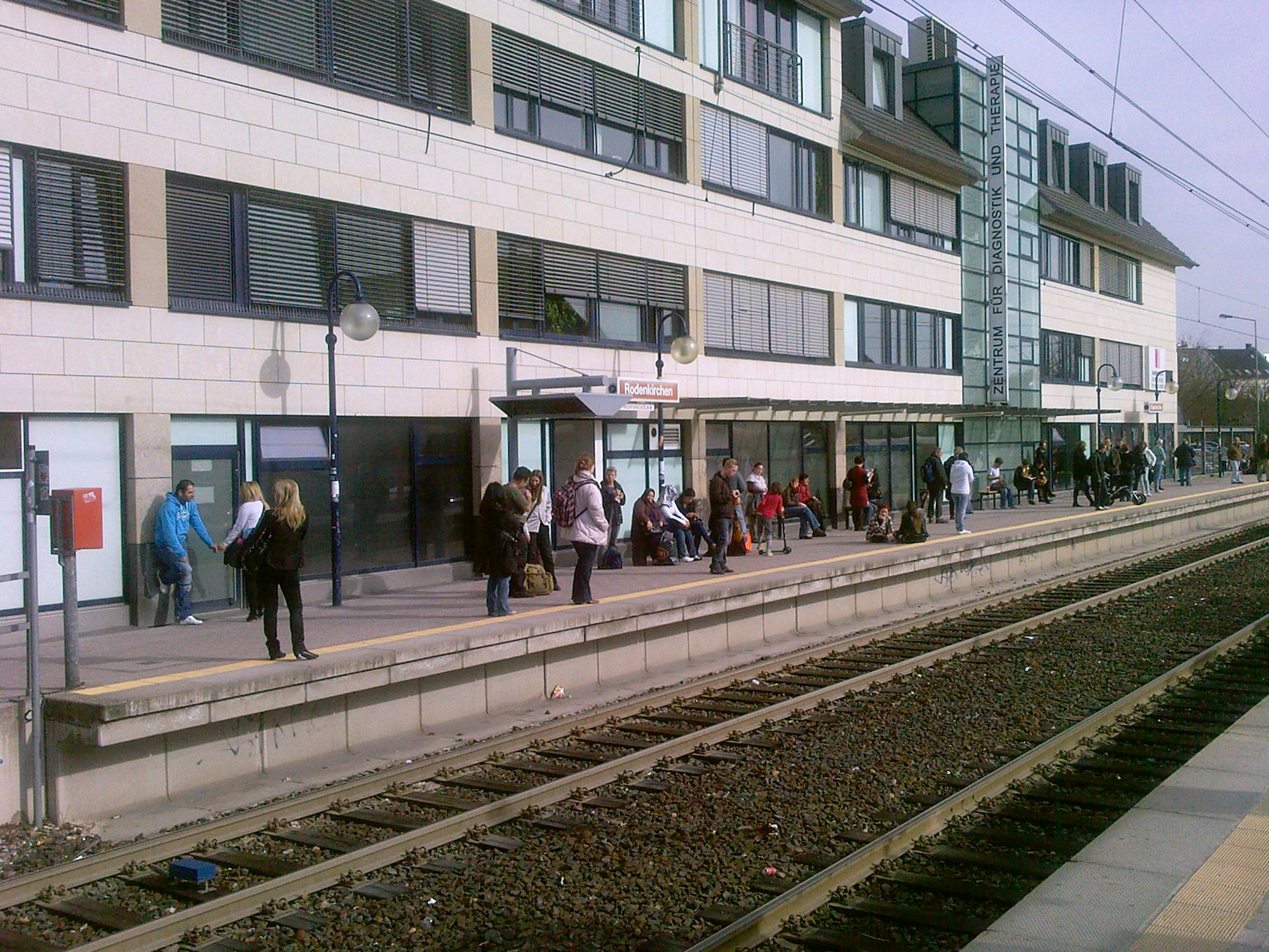
Наземна станція «Rodenkirchen»
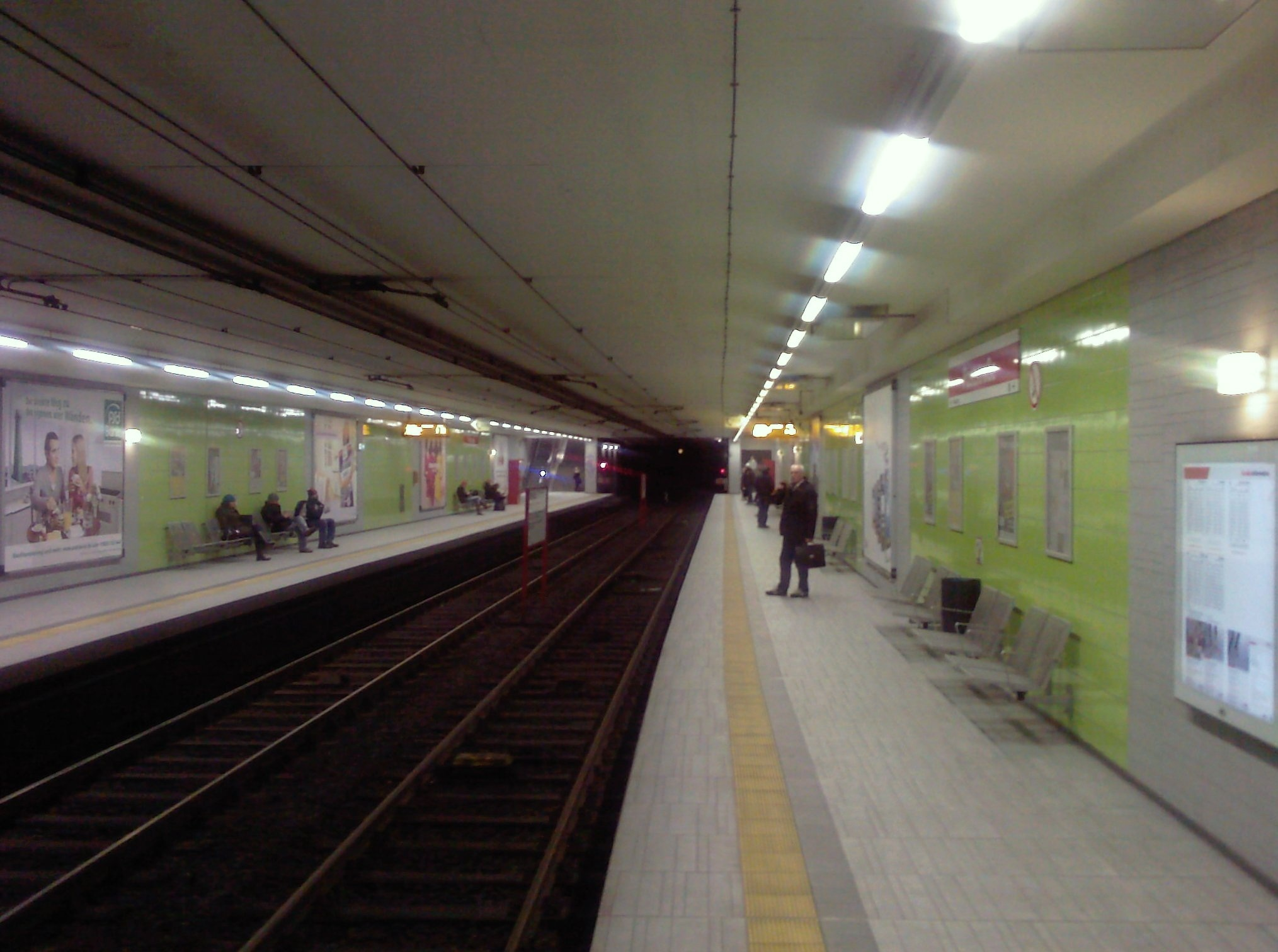
Підземна станція «Poststraße»
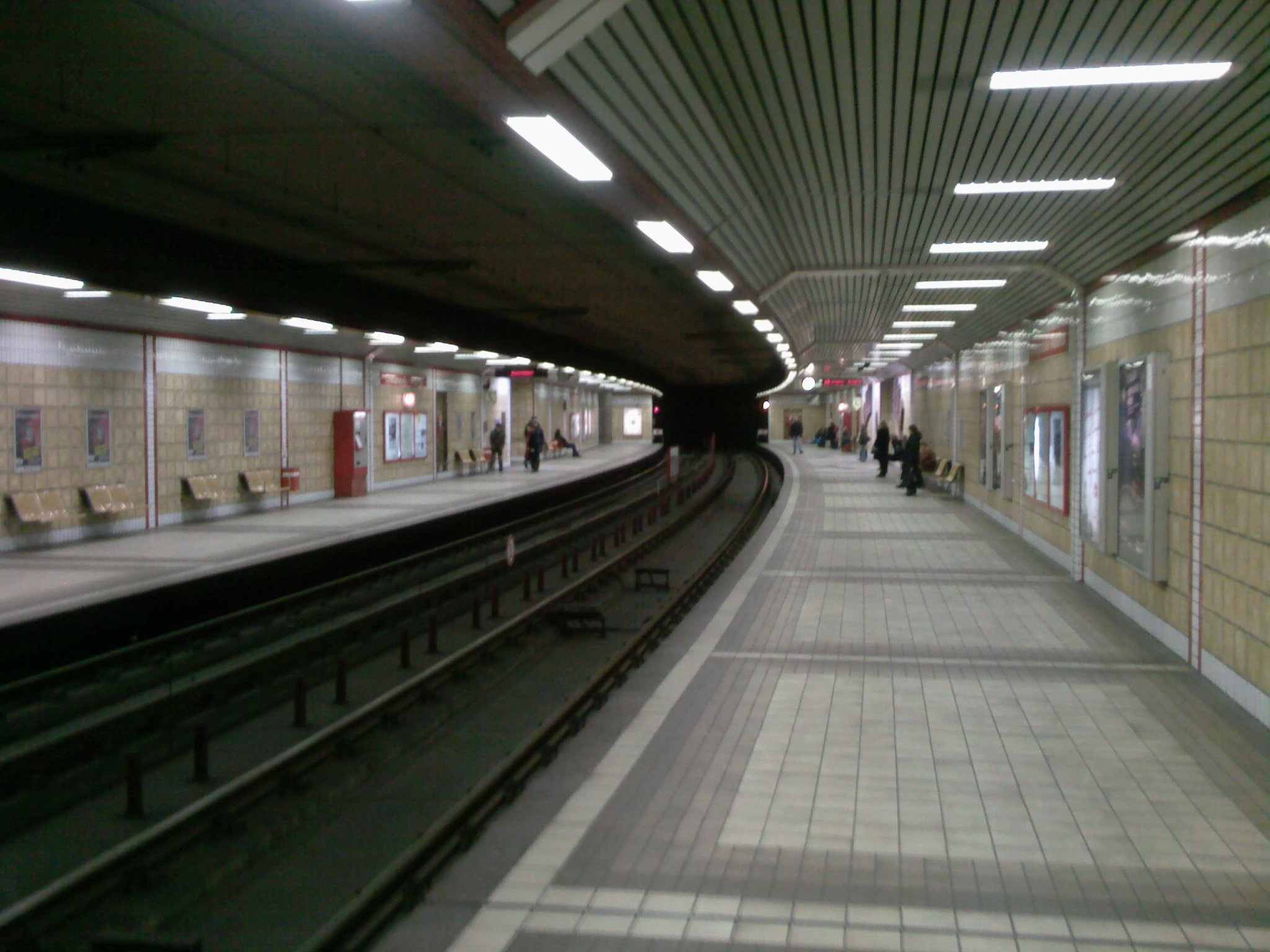
Підземна станція «Christophstraße»
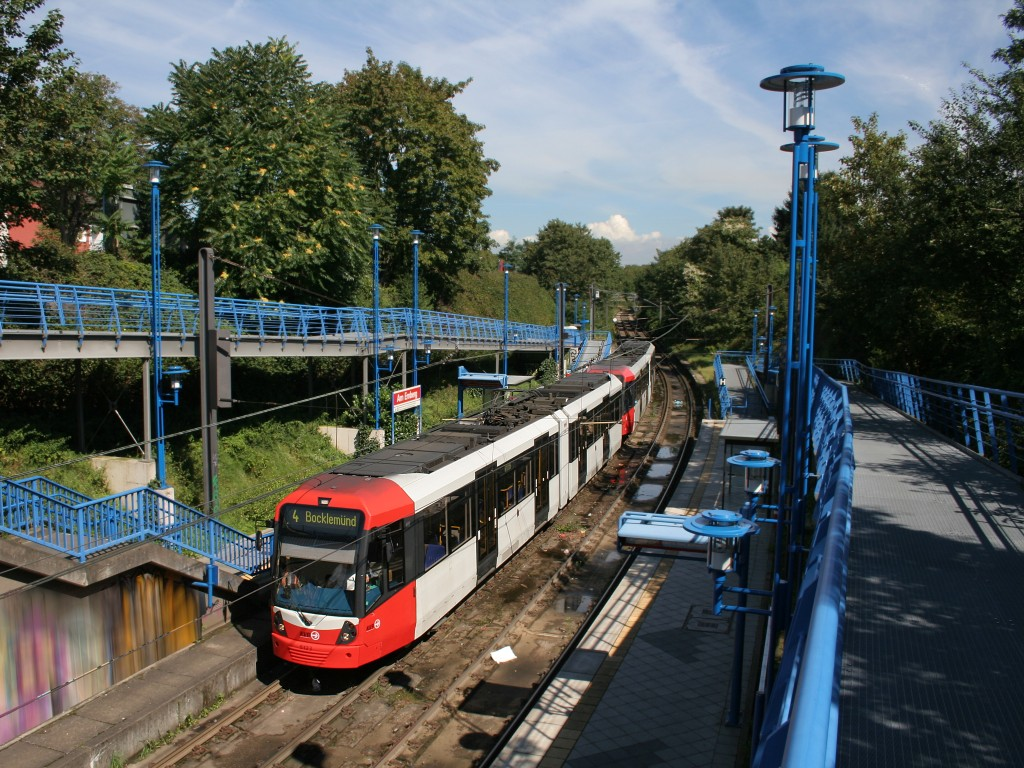
Потяг на наземній станції
Лінії 1, 7 та 9 (платформи 35 см)
Лінії 3, 4, 5, 13, 16 та 18 (платформи 90 см)